# José Cuervo
José Cuervo é uma das marcas de tequila mais conhecidas do mundo, produzida pela produtora mexicana Tequila Cuervo La Rojeña, S.A. de C.V., sediada em Tequila, Jalisco. A marca pertence ao grupo Proximo Spirits. São produzidas várias variações da bebida, dentre elas uma versão de margarita.